# Falconeria insignis
Falconeria insignis är en törelväxtart som beskrevs av John Forbes Royle. Falconeria insignis ingår i släktet Falconeria och familjen törelväxter. Inga underarter finns listade i Catalogue of Life.